# Agios Pavlos (Kos)

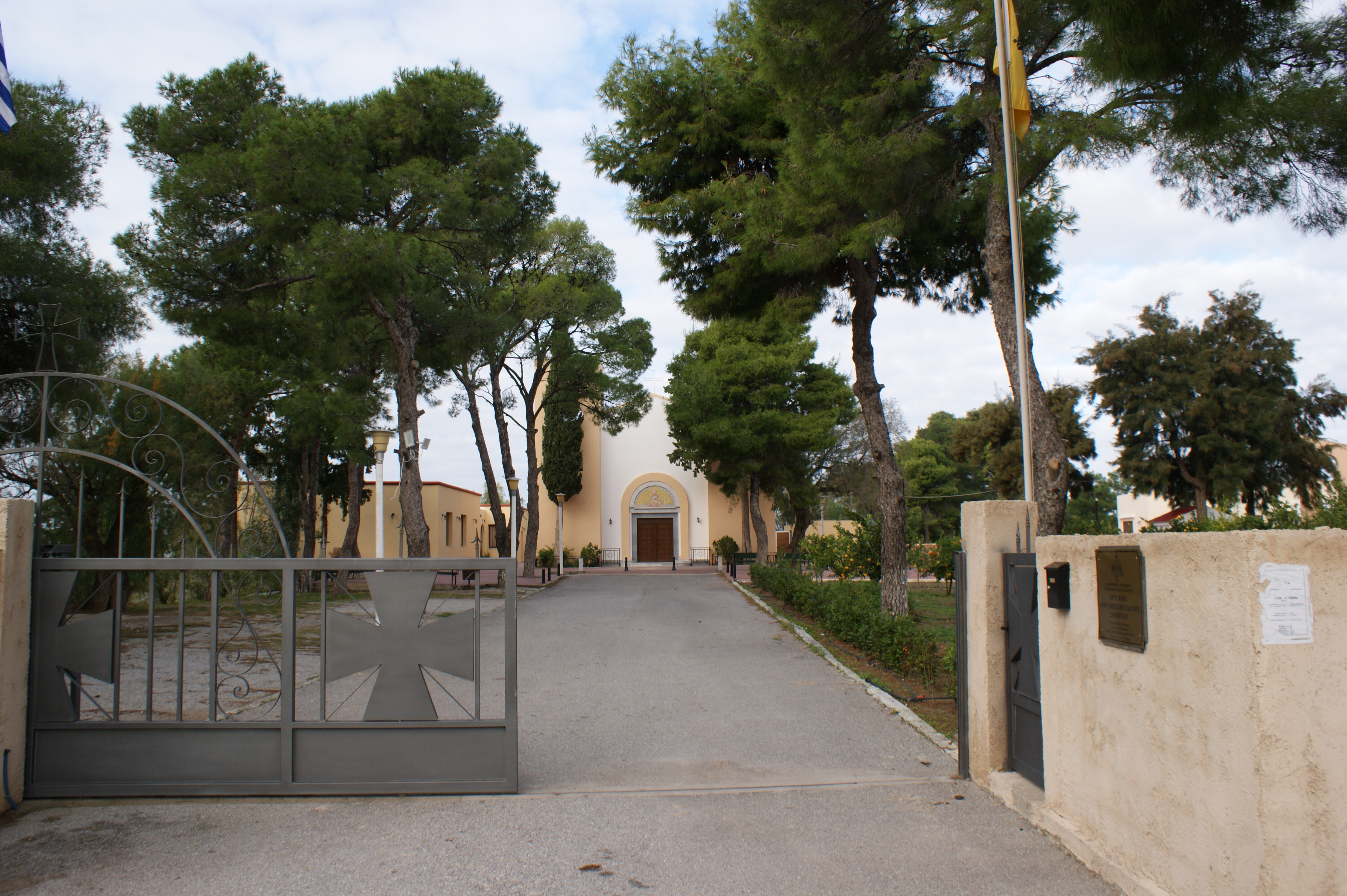
Agios Pavlos in Linopotis

Die Kirche Agios Pavlos (griechisch Άγιος Παύλος Agios Pavlos, deutsch ‚Sankt Paul‘, auch Άγιος Παύλος Λινοπότης) befindet sich in Linopotis (Λινοπότης (m. sg.)) auf der griechischen Insel Kos. Sie ist Paulus von Tarsus gewidmet. Sein Patrozinium wird am 29. Juni jeden Jahres begangen. Der Apostel Paulus gilt als Gründer der christlichen Kirche auf Kos, da er auf seiner Rückreise nach Jerusalem von Kos aus gereist sein soll.
Die Kirche gehört zur orthodoxen Metropolie von Kos und Nisyros, die wiederum direkt dem Ökumenischen Patriarchat von Konstantinopel (Οικουμενικό Πατριαρχείο Κωνσταντινουπόλεως Ikoumenikó Patriarchío Konstandinoupóleos, türkisch İstanbul Rum Ortodoks Patrikhanesi, auch Kirche von Konstantinopel) untersteht.

## Lage
Die Kirche liegt am westlichen Rande des Ortes Linopotis, nordwestlich gegenüber dem Historischen Verwaltungszentrum Linopoti auf einer Fläche von rund 5000 m² etwa 20 Meter über dem Meeresspiegel. Das Grundstück ist von der südlich verlaufenden Hauptstraße Kos – Kefalos über eine 100 Meter lange Stichstraße gut erreichbar.

## Geschichte und Gebäude
Das Kirchengebäude wurde als römisch-katholische Kirche in den 1930er-Jahren zusammen mit dem Historischen Verwaltungszentrum Linopoti von der italienischen Besatzungsmacht errichtet. Die Insel Kos war von 1912 bis 1943 von Italien besetzt, welche die rund 400-jährige Herrschaft des Osmanischen Reiches über Kos und die sehr weitgehende Selbstverwaltung der Insel beendete.
Dadurch, dass die Kirche als römisch-katholische Kirche errichtet wurde, weist der Altar in Richtung Westen und nicht wie bei orthodoxen Kirchen üblich nach Osten.
Die Kirche wurde renoviert und ist heute von einem gepflegten Garten mit Blumen, Zitrusbäumen und vielen Olivenbäumen umgeben (Stand Dezember 2019).